# ジャズ組曲 (ショスタコーヴィチ)
『ジャズ組曲』は、20世紀のソ連（現在のロシア）の作曲家ドミートリイ・ショスタコーヴィチが作曲したオーケストラのための組曲である。第1番、第2番の2つの組曲がある。各曲はこの組曲のオリジナルではなく、他の曲からの転用もある。
ソビエト・ジャズ委員会に所属していたショスタコーヴィチが、ソ連におけるジャズの普及、およびバンドの向上を目的として作曲した。ショスタコーヴィチは一般に交響曲や弦楽四重奏曲のジャンルにおいて、戦争などをテーマにした暗く重い作品を多く作曲したことで知られているが、ジャズ組曲はとても同じ作曲家が作曲したとは思えないほど軽妙な作品であり、ショスタコーヴィチの意外な一面を映し出していると評されている。
ただし、内容は必ずしも現代的な意味における「ジャズ」ではなく、どちらかというとダンス音楽に近い。

## 編成
楽器編成は、オーケストラやジャズバンドというよりも、ライトミュージックやプロムナードコンサートの編成に近い。
第1番
ソプラノ・サクソフォーン（B♭）、アルト・サクソフォーン（E♭）、テナー・サクソフォーン（B♭）、トランペット（B♭）2、トロンボーン、小太鼓、ウッドブロック、シンバル、グロッケンシュピール、シロフォン、バンジョー、ハワイアン・ギター、ピアノ、ヴァイオリン、コントラバス
各パート1名ずつ、ソプラノ・サクソフォーンはアルト・サクソフォーン奏者の持ち替え。
第2番（マクバニー編）
アルト・サクソフォーン（E♭）2、テナー・サクソフォーン（B♭）2、バリトン・サクソフォーン（E♭）、トランペット（B♭）4、トロンボーン2、チューバ、ドラムセット、トライアングル、シロフォン、グロッケンシュピール、バンジョー3、ギター3、ピアノ、ヴァイオリン6、コントラバス2
舞台管弦楽のための組曲第1番
ピッコロ（持ち替えで第2フルート）、フルート、オーボエ、クラリネット（B♭とA）2、アルト・サクソフォーン（E♭）2、テナー・サクソフォーン（B♭）2（1番はソプラノ・サクソフォーン（B♭）持ち替え）、ファゴット、ホルン3、トランペット3、トロンボーン3、チューバ、ティンパニ、トライアングル、タンブリン、小太鼓、ハイハット、サスペンデッド・シンバル、シンバル、大太鼓、グロッケンシュピール、シロフォン、ヴィブラフォン、ギター、アコーディオン、チェレスタ、ハープ、ピアノ2台（または1台四手）、弦五部

## 各曲について

### 第1番
1934年に作曲された。全3曲。演奏時間は約8分。
- ワルツ
- ポルカ
- フォックストロット

### 第2番
オリジナルの第2番は1938年に作曲されたが、戦争によってオーケストラの楽譜が消失。1999年になってピアノ総譜が発見されるまでその内容は謎に包まれており、全く関係がない「舞台管弦楽のための組曲」と混同されてもいた。イギリスの作曲家ジェラルド・マクバニーによってオーケストレーションが行われ、2000年9月9日に初演された。全3曲。
- スケルツォ
- 子守歌
- セレナーデ

#### 舞台管弦楽のための組曲第1番
1950年代に作曲された。本来の題名は「舞台管弦楽のための組曲」第1番（露: Сюита для эстрадного оркестра, 英: Suite for Variety Stage Orchestra）だが、前述のジャズ組曲第2番が発見される以前、誤って「ジャズ組曲第2番」として知られていた。全8曲からなり、旧作からの引用やアレンジが見られる。演奏時間は約25分。
- 行進曲（映画音楽「コルジーンキナの出来事」より）
- リリック・ワルツ
- ダンス第1番（映画音楽「馬あぶ」より）
- ワルツ第1番
- 小さなポルカ
- ワルツ第2番（フランス語版、ドイツ語版）（映画音楽「第1軍用列車（英語版）」より。「セカンド・ワルツ」という通称で知られる有名曲。）
- ダンス第2番（バレエ音楽「明るい小川」より）
- フィナーレ